# Ruderrenner
Ruderrenner ist der Markenname eines Fahrzeugs für Kinder der Margarete Steiff GmbH aus den 1930er bis 1960er Jahren. Ähnliche Spielzeug-Fahrzeuge werden heute unter der Bezeichnung „row cart“ vertrieben.

## Konstruktion und Geschichte
Ein Ruderrenner ist ein vierrädriges Fahrzeug, das für Kinder konzipiert wurde. Es wurde Mitte der 1930er Jahre erstmals auf den Markt gebracht und erzielte vor allem mit dem Modell 2587 seit Mitte der 1950er Jahre in Deutschland eine größere Verbreitung.
Der in Anlehnung an die Bewegungen beim Rudern konzipierte Antrieb erfolgt durch Ziehen eines Holzgriffs mit beiden Händen, wodurch ein Gurtband das Freilaufgetriebe der Hinterachse mittels einer Spiralfeder vorantreibt (kein Rückwärtsfahren möglich). Zwei metallene Schlaufen an der vorderen (Schwing-)Achse nehmen die Fußspitzen auf und erlauben so die Steuerung mit den Füßen. Für Bergabfahrten verfügt der Ruderrenner über einen Handbremsbügel, der auf beide Hinterräder einwirkt.
Der Ruderrenner von Steiff hat in den Modellen der 1950er und 1960er Jahre eine ungefähre Länge von 84 cm und eine Breite von 54 cm und ist ca. 28 cm hoch (Radhöhe 20 cm). Der Kaufpreis betrug in der zweiten Hälfte der 1950er Jahre 48,- DM.
Trotz der relativ leichten Holzrahmenkonstruktion ist der klassische Ruderrenner durch seine Metallteile mit über 8 kg Gewicht ein für die im Prospekt avisierten vier- bis zehnjährigen Kinder relativ schweres Spielgerät. Zwar fördert seine Benutzung tatsächlich wie beabsichtigt die Körperentwicklung und ergänzt die einseitige Entwicklung der Beinmuskulatur beim Fahrradfahren. Doch gestaltet sich das Vorankommen bei Tretautos deutlich bequemer, die Wendigkeit ist bei diesen größer und das Abstoppen mit den Pedalen einfacher zu handhaben. Auch die Optik von Tretautos war für Kinder attraktiver. So entschied letztlich nicht die bei Eltern sicher gern gesehene pädagogische Absicht, sondern die Attraktivität in den Augen der Kinder über den Absatz, und die Produktion wurde im Lauf der 1960er Jahre eingestellt. Heutige Hersteller haben das Prinzip des Ruderrenners aufgegriffen und z. T. unter Verwendung von rostfreien Leichtmetallen bei verändertem Design fortgeführt.